# Georg Tschurtschenthaler

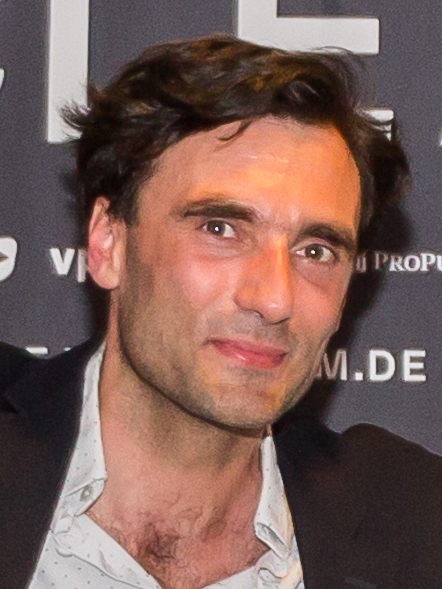
Georg Tschurtschenthaler (2018)

Georg Tschurtschenthaler (* 1974 in Innichen, Italien) ist ein Filmproduzent und Drehbuchautor, sowie Dozent an der Zürcher Hochschule der Künste.

## Leben
Tschurtschenthaler studierte Wirtschaft und Kommunikationswissenschaften an der Wirtschaftsuniversität in Wien und arbeitete zunächst als Unternehmensberater. Ab 2003 tritt er als Produzent, Regisseur und Drehbuchautor im Bereich Dokumentarfilmen auf. Seit 2009 ist er bei der gebrueder beetz filmproduktion tätig. Neben verschiedenen, teilweise mehrfach ausgezeichneten Dokumentarfilmprojekten wie Kulturakte und Mittsommernachtstango realisierte er verschiedene crossmediale Fernsehevents wie Supernerds, bestehend aus einer interaktive Fernsehshow, der Dokumentation Digitale Dissidenten, Suddenlife Gaming, Theaterstück sowie einem Buch oder Lebt wohl, Genossen!, bestehen aus einer sechsteiligen Fernsehserie, Buch und einer Webdoku. 
Tschurtschenthaler wohnt in Berlin. Er unterrichtet regelmäßig an der Zürcher Hochschule der Künste und dem Institute of Documentary Filmmaking in Prag. 

## Veröffentlichungen (Auswahl)

### Als Produzent
- 2010: Elf Onkel
- 2011: Wadans Welt
- 2011: Lebt wohl, Genossen! (Fernsehserie, sechs Folgen)
- 2011–2013: Kulturakte (Fernsehserie, Dokumentation, sechs Folgen)
- 2012: Die Lithium Revolution (Dokumentation)
- 2013: Mittsommernachtstango (Dokumentation)
- 2013: Wagnerwahn (Dokumentation)
- 2014: Berlin Stories (Dokumentation)
- 2015: Die Akte Tschaikowsky – Bekenntnisse eines Komponisten (Dokumentation)
- 2015: Digitale Dissidenten (Dokumentation)
- 2018: The Cleaners – Im Schatten der Netzwelt (Dokumentation)
- 2019: Lampenfieber (Dokumentation)
- 2019: Das Forum – Rettet Davos die Welt? (Dokumentation)
- 2024: Eternal You – Vom Ende der Endlichkeit

### Als Drehbuchautor
- 2015: Digitale Dissidenten
- 2016: #Uploading Holocaust (Interaktive Webdoku, Konzeption)
- 2020: Das Forum – Rettet Davos die Welt? (Dokumentation)
- 2020: Rohwedder – Einigkeit und Mord und Freiheit (Dokumentarserie, 4 Folgen)

### Als Regisseur
- 2020: Rohwedder – Einigkeit und Mord und Freiheit (Dokumentarserie, 4 Folgen), Regie Jan Peter, Georg Tschurtschenthaler

## Auszeichnungen (Auswahl)
Grimme-Preis 2013
- Preisträger in der Kategorie Information für Lebt wohl, Genossen![5]

Internationale Emmys 2014
- Nominierung in der Kategorie Dokumentarfilm für Wagnerwahn

Grimme-Preis 2019
- Preisträger für den Publikumspreis der Marler Gruppe für The Cleaners – Im Schatten der Netzwelt[6]